# Amiota fuscata
Amiota fuscata är en tvåvingeart som beskrevs av Chen och Zhang 2005. Amiota fuscata ingår i släktet Amiota och familjen daggflugor. Inga underarter finns listade i Catalogue of Life.